# Renée Schuurman
Renée Schuurman (* 26. Oktober 1939 in Durban, Südafrika; † Mai 2001 in Howick) war eine südafrikanische Tennisspielerin, fünffache Gewinnerin eines Grand-Slam-Doppeltitels sowie eines Mixed-Titels.

## Leben
Renée Schuurman gewann mit der Südafrikanerin Sandra Reynolds Price vier Grand-Slam-Doppeltitel. Sie siegten 1959 bei den Australian Open und in den Jahren 1959, 1961 und 1962 bei den French Open. Schuurman gewann noch gemeinsam mit der Britin Ann Haydon-Jones bei den French Open 1963. 
Zusammen mit dem Australier Robert Howe holte sie sich den Titel im Mixed-Doppel bei den französischen Meisterschaften 1962. Ihr bestes Resultat bei Einzelwettkämpfen war das Erreichen des Finales bei den australischen Meisterschaften 1959, wo sie gegen die Australierin Mary Carter Reitano mit 2:6, 3:6 verlor. 
Nach ihrer Hochzeit hieß sie Renée Schuurman Haygarth. Ihre Söhne Brent Haygarth und Kirk Haygarth waren ebenfalls erfolgreiche Doppelspieler.
Schuurman erlag im Mai 2001 im Alter von 61 Jahren einem Krebsleiden.